# 奚琴
奚琴，又稱胡琴、鄉琴、嵇琴、奚胡，是奚人的一種弓絃樂器，在唐朝末期傳入中國，後外傳至朝鮮半島與日本，為二胡與馬頭琴的前身。由棍狀頸、空心木質音箱和兩條絲弦構成。與二胡演奏類似，演奏時需要演奏者彎腰、把奚琴垂直放在膝上來演奏。
清朝時的宮廷祭祀樂器中使用奚琴。現今仍保存於滿族與朝鮮族民族樂器之中，為韓國與日本的傳統樂器。

## 歷史
奚琴，是奚人將從漢族傳入的乐器弦鼗改造而成的一種乐器。宋朝時傳說由嵇康所作，又稱嵇琴。
20世纪60年代在北韓的音乐家按照现代人的演奏习惯进行了改良了传统的奚琴，发展出現代改良奚琴，琴轴方向与二胡相反，轴头是改良的金属螺旋可调音高的机器轴，还有四條絲弦，稱為小奚琴（소해금）、中奚琴（중해금）、大奚琴（대해금）、低奚琴（저해금），合稱四弦奚琴（북한의 4현 해금）。

## 現代研究
日本學者林謙三，考證傳統文獻，不支持奚琴由弦鼗演變的說法，認為由彈撥樂器或擊弦樂器轉變為奚琴這樣的擦弦樂器的演變過於牽強，認為奚琴應是由中亞游牧民族，經西夏傳入奚族，再傳至中國。日本學者田邊尚雄與岸邊成雄，皆主張奚琴源自古印度樂器，經由中亞傳入。中華人民共和國學者周菁葆考察了阿拉伯、波斯與維吾爾的傳統擦弦樂器，也支持奚琴由中亞游牧民族傳入的說法。
中華人民共和國學者楊蔭瀏首先主張了奚琴的中國起源說，認為是由漢族的弦鼗，一種彈撥樂器，傳入奚族，再改造為擦弦樂器，形成奚琴，再傳回中國。高耀華、朱岱弘、查甫堯、陳元昊等人皆支持這個說法，形成中華人民共和國學界的主流學說。
中華人民共和國學者項陽，同樣主張奚琴中國源起說，但認為應是由中國先秦獎器筑，一種擊弦樂器，發展而來。他主張筑在唐朝發展為軋箏，再演變成奚琴。學者周武彦支持此派說法。